# إليز مايس
إليز مايس (بالفرنسية: Elise Maes) هي دراجة لوكسمبورغية، ولدت في 4 مايو 1992.

## وصلات خارجية
- إيليس مايس على موقع الاتحاد الدولي للدراجات (الإنجليزية)
- إيليس مايس على موقع إحصائيات الدراجات الإحترافية (الإنجليزية)